# Deutsche Leichtathletik-Hallenmeisterschaften 1956
Die dritten Deutschen Leichtathletik-Hallenmeisterschaften fanden am 17. März 1956 in der ausverkauften Frankfurter Festhalle statt. Gelaufen wurde auf einer 160 Meter langen Rundbahn.

## Medaillengewinner Männer
| Disziplin      | Gold                                                                | Silber                                                                            | Bronze                                                           |
| -------------- | ------------------------------------------------------------------- | --------------------------------------------------------------------------------- | ---------------------------------------------------------------- |
| 70 m           | Adolf Kluck (SV Bayer 04 Leverkusen)                                | Carl Kaufmann (Karlsruher SC)                                                     | Lothar Knörzer (Karlsruher SC)                                   |
| 400 m          | Jürgen Kühl (SuS Bergedorf)                                         | Fritz Hannig (Schwarz-Gelb Unna)                                                  | Walter Oberste (OSV Hörde)                                       |
| 800 m          | Edmund Brenner (Stuttgarter Kickers)                                | Paul Schmidt (OSV Hörde)                                                          | Wolfgang Strutz (LAV Menden)                                     |
| 1500 m         | Adolf Schwarte (VfL Gladbeck)                                       | Wolfgang Fricke (PSV Hannover)                                                    | Werner Ebert (SV Saar 05 Saarbrücken)                            |
| 3000 m         | Stefan Lüpfert (VfB Stuttgart)                                      | Georg Remmert (DJK SSG Paderborn)                                                 | Hans Hüneke (OSV Hörde)                                          |
| 70 m Hürden    | Bert Steines (Rot-Weiß Koblenz)                                     | Karl-Ernst Schottes (Rot-Weiß Koblenz)                                            | Eberhard Kretzschmar (SC Charlottenburg)                         |
| 4 × 400 m      | LAV Menden (Kurt Fischer, Ebel, Heinz Köppe, Karl-Heinz Wallenwein) | Stuttgarter Kickers (Ralf Simon, Harry Schütze, Wolfgang Fischer, Edmund Brenner) | SG Eintracht Frankfurt (Ziemer, Bertram, Reinhold, Georg Köhler) |
| Hochsprung     | Theo Püll (LG 47 Viersen)                                           | Joachim Knoll (SC Schwarz-Weiß Frankfurt)                                         | Dietrich Richter (SG Eintracht Frankfurt)                        |
| Stabhochsprung | Julius Schneider (SC Pforzheim)                                     | Willi Reißmann (TV Fürth 1860)                                                    | Horst Drumm (Rot-Weiß Koblenz)                                   |
| Weitsprung     | Dietrich Richter (SG Eintracht Frankfurt)                           | Reinhold Döll (TV 1859 Nidda)                                                     | Hermann Strauß (TG Kitzingen)                                    |
| Kugelstoßen    | Hermann Lingnau (TK Hannover)                                       | Karl-Heinz Wegmann (Dortmunder SC 95)                                             | Josef Klik (TuS Fritzlar)                                        |

## Medaillengewinner Frauen
| Disziplin   | Gold                                                                                        | Silber                                                                           | Bronze                                                     |
| ----------- | ------------------------------------------------------------------------------------------- | -------------------------------------------------------------------------------- | ---------------------------------------------------------- |
| 70 m        | Charlotte Böhmer (OSV Hörde)                                                                | Karola Ebenritter (SG Eintracht Frankfurt)                                       | Irmgard Egert (SG Eintracht Frankfurt)                     |
| 70 m Hürden | Regina Lorberg (TK Hannover)                                                                | Anneliese Seonbuchner (1. FC Nürnberg)                                           | Maria Sturm (1. FC Nürnberg)                               |
| 4 × 160 m   | SG Eintracht Frankfurt (Karola Ebenritter, Renate Schwarzkopf, Irmgard Egert, Käthe Weigel) | OSV Hörde (Charlotte Böhmer, Renate Nitschke, Luise Taczanowiak, Margret Hlubek) | Stuttgarter Kickers (Erna Hönig, Edda Lehr, Monika Wessel) |
| Hochsprung  | Inge Kilian (Eintracht Braunschweig)                                                        | Maria Sturm (1. FC Nürnberg)                                                     | Christa Büchner (SV Bayer 04 Leverkusen)                   |
| Weitsprung  | Maria Sturm (1. FC Nürnberg)                                                                | Marga Weidner (SV Bayer 04 Leverkusen)                                           | Helga Weishaupt (FT 1848 Fulda)                            |
| Kugelstoßen | Marianne Werner (SC Greven 09)                                                              | Hannelore Klute (USC Heidelberg)                                                 | Edelgard Anhoff (SC Charlottenburg)                        |